# Thân nhân bậc một
Thân nhân bậc một hay người có quan hệ huyết thống bậc một (tiếng Anh: first-degree relative, viết tắt: FDR) là những thuật ngữ chỉ đến cha mẹ, con cái hoặc anh em cùng cha cùng mẹ (anh em toàn dòng máu) của một người. Những người có mối quan hệ huyết thống bậc một với nhau thường mang 50% gen tương đồng, hôn nhân hoặc quan hệ tình dục giữa họ được coi là loạn luân.